# Sección crítica
Se denomina sección o región crítica en programación concurrente de ciencias de la computación, a la porción de código de un programa de ordenador en la que se accede a un recurso compartido (estructura de datos o dispositivo) que no debe ser accedido por más de un proceso o hilo en ejecución. La sección crítica por lo general termina en un tiempo determinado y el hilo, proceso o tarea sólo tendrá que esperar un período determinado de tiempo para entrar. Se necesita un mecanismo de sincronización en la entrada y salida de la sección crítica para asegurar la utilización en exclusiva del recurso, por ejemplo un semáforo, monitores, el algoritmo de Dekker y Peterson, los candados.
El acceso concurrente se controla teniendo cuidado de las variables que se modifican dentro y fuera de la sección crítica. La sección crítica se utiliza por lo general cuando un programa multihilo actualiza múltiples variables sin un hilo de ejecución separado que lleve los cambios conflictivos a esos datos. Una situación similar, la sección crítica puede ser utilizada para asegurarse de que un recurso compartido, por ejemplo, una impresora, pueda ser accedida por un solo proceso a la vez.
La manera en cómo se implementan las secciones puede variar dependiendo de los diversos sistemas operativos.
Sólo un proceso puede estar en una sección crítica a la vez.
El método más común para evitar que dos procesos accedan al mismo tiempo a un recurso es el de la exclusión mutua.